# Odbicie (singel)
Odbicie (zapis stylizowany: odbicie) – szósty singel polskiej piosenkarki Bryski z jej pierwszego minialbumu, zatytułowanego jestem bryska. Singel został wydany 24 września 2021.

## Geneza utworu i historia wydania
Utwór napisali i skomponowali Gabriela Nowak-Skyrpan i Radosław Bieńkuński, który również odpowiada za produkcję utworu.
Singel ukazał się w formacie digital download 24 września 2021 w Polsce za pośrednictwem wytwórni płytowej Magic Records w dystrybucji Universal Music Polska. Kompozycja promowała pierwszy minialbum Bryski – jestem bryska.
9 marca 2022 utwór w wersji akustycznej został wykonany w ramach cyklu „ZET Akustycznie”.

## Teledysk
Do utworu powstał teledysk w reżyserii Alana Kępskiego, który udostępniono w dniu premiery singla za pośrednictwem serwisu YouTube.

## Lista utworów
- Digital download[2]

1. „Odbicie” – 2:36

## Odbicie (Mark Neve Remix)
Odbicie (Mark Neve Remix) – singel promocyjny polskiej piosenkarki Bryski. Piosenka została zremiksowana przez Marka Neve. Singel został wydany 29 grudnia 2021.
Kompozycja znalazła się na 1. miejscu listy AirPlay – Top, najczęściej odtwarzanych utworów w polskich rozgłośniach radiowych. Nagranie otrzymało w Polsce status poczwórnie platynowego singla, przekraczając liczbę 200 tysięcy sprzedanych kopii.

### Geneza utworu i historia wydania
Piosenka została napisana i skomponowana przez Gabrielę Nowak-Skyrpan, Radosława Bieńkuńskiego i Marco Quisisana.
Singel ukazał się w formacie digital download 29 grudnia 2021 w Polsce za pośrednictwem wytwórni płytowej Magic Records w dystrybucji Universal Music Polska. Piosenka została umieszczona na debiutanckim albumie studyjnym Bryski – moja ciemność.
23 kwietnia 2022 wykonała singel w magazynie śniadaniowym Dzień dobry TVN.
Utwór znalazł się na kilkunastu polskich składankach m.in. Hity na czasie: Wiosna 2022 (wydana 14 marca 2022) i Bravo Hits: Wiosna 2022 (wydana 18 marca 2022).

### „Odbicie (Mark Neve Remix)” w stacjach radiowych
Nagranie było notowane na 1. miejscu w zestawieniu AirPlay – Top, najczęściej odtwarzanych utworów w polskich rozgłośniach radiowych.

### Teledysk
Do utworu powstał teledysk, za który tak jak w oryginalnej wersji piosenki, odpowiada Alan Kępski, a udostępniono go 29 grudnia 2021 za pośrednictwem serwisu YouTube.
Wideo znalazło się na 1. miejscu na liście najczęściej odtwarzanych teledysków przez telewizyjne stacje muzyczne.

### Lista utworów
- Digital download[7]

1. „Odbicie” (Mark Neve Remix) – 3:00

### Notowania
| Kraj   | Lista (2022)           | Najwyższa pozycja |
| ------ | ---------------------- | ----------------- |
| Polska | Billboard Poland Songs | 19                |

| Kraj   | Lista (2022)      | Najwyższa pozycja |
| ------ | ----------------- | ----------------- |
| Polska | AirPlay – Top     | 1                 |
| Polska | AirPlay – Nowości | 1                 |
| Polska | AirPlay – TV      | 1                 |

| Kraj   | Lista (2022)  | Pozycja |
| ------ | ------------- | ------- |
| Polska | AirPlay – Top | 6       |

### Certyfikaty
| Kraj          | Certyfikat         | Sprzedaż |
| ------------- | ------------------ | -------- |
| Polska (ZPAV) | 4× platynowa płyta | 200 000+ |

### Wyróżnienia
| Rok  | Konkurs                  | Kategoria                   | Rezultat    |
| ---- | ------------------------ | --------------------------- | ----------- |
| 2022 | Gorąca 100               | 100 największych hitów 2022 | 47. miejsce |
| 2022 | Przebój roku RMF FM 2022 | Przebój roku                | 13. miejsce |